# داوید باروفت
داوید باروفت (اسپانیایی: David Barrufet‎؛ زادهٔ ۴ ژوئن ۱۹۷۰) بازیکن هندبال اهل اسپانیا بود.
از باشگاه‌هایی که در آن بازی کرده‌است می‌توان به باشگاه هندبال بارسلونا اشاره کرد.